# Иванников, Артур Николаевич
Артур Николаевич Иванников (1936—1989) — советский инженер-конструктор по созданию и лётным испытаниям ракетно-космической техники, доктор технических наук, первый заместитель генерального конструктора НПО «Энергия» по научной работе. Лауреат Государственной премии СССР (1980).

## Биография
Родился 25 декабря 1936 года в селе Добринка (ныне — Липецкой области).
С 1957 по 1962 год обучался в Московском авиационном институте имени Серго Орджоникидзе, по окончании которого получил специальность инженера-механика.

### В ОКБ-1 — НПО Энергия и участие в Космическом проекте
С 1962 по 1987 год на научно-исследовательской работе в ОКБ-1 (в последующем в Центральном констукторском бюро экспериментального машиностроения и НПО «Энергия») в должностях: с 1962 по 1966 год — инженер и старший инженер под руководством С. П. Королёва, с 1966 по 1974 год — руководитель отдела, с 1974 по 1979 год — руководитель отдела и одновременно — заместитель главного конструктора, с 1979 по 1980 год — исполнял обязанности и был назначен заместителем главного конструктора по спецтематике. С 1980 по 1984 год — заместитель генерального конструктора и одновременно — заместитель генерального директора НПО «Энергия». С 1987 по 1989 года после трёхлетнего перерыва был назначен — первым заместителем генерального директора НПО «Энергия» по научной работе. А. Н. Иванников являлся руководителем направления, которое обеспечивало экспериментальную отработку и координацию работ по пилотируемым и беспилотным космическим кораблям различных типов, таких как «Союз», «Прогресс» и «Буран», а так же долговременными пилотируемыми орбитальными научными станциями «Салют» и «Мир».
А. Н. Иванников являлся одним из организаторов работ по созданию технической и стартовых позиций для обеспечения пусков ракеты-носителя сверхтяжёлого класса советской лунно-посадочной пилотируемой программы Н1-Л3, для пилотируемого полета к Луне с посадкой на ее поверхность проходившей в НИИП № 5 МО СССР (космодром «Байконур»). А. Н. Иванников являлся участником работ по созданию и лётным испытаниям серии пилотируемых орбитальных научных станций, осуществлявших полёты в околоземном космическом пространстве с космонавтами и в автоматическом режиме типа «Салют», в том числе непосредственный участник создания орбитальной космической станции «Салют-4».

### Последующая деятельность
С 1984 по 1987 год работал в центральном аппарате Министерства общего машиностроения СССР в должности главного инженера и первого заместителя начальника 11-го главного управления, занимался вопросами в области координации работ предприятий и научных организаций, связанных с разработкой и производством оборудования для космоса.
В 1987 году был назначен — директором программ и первым заместителем директора ЦНИИ машиностроения по научной работе.
Скончался 4 января 1989 года в Москве, похоронен на Новодевичьем кладбище.
По воспоминаниям заслуженного машиностроителя России В. В. Милютина: 

Наибольшее впечатление на меня произвёл Иванников Артур Николаевич — доктор технических наук, первый заместитель генерального конструктора (Глушко В. П.) — первый заместитель генерального директора (Вачнадзе В. Д.) РКК «Энергия». Он был одновременно выдающимся теоретиком-идеологом в РКК «Энергия» и могучим организатором работ. С ним посчастливилось пообщаться при испытаниях станции «Мир» и ОДУ «Бурана». На его похоронах был весь цвет ракетной отрасли, включая действующих и бывших министров и их заместителей. В почётном карауле я стоял в паре с Главным конструктором ракеты «Энергия» Б. И. Губановым, а на траурном митинге на площади города Королёва — с Генеральным конструктором КБ «Салют» центра имени Хруничева Д. А. Полухиным

## Награды
- Орден Трудового Красного Знамени (1988)
- Орден «Знак Почёта» (1971, 1976)
- Медаль «За освоение целинных земель» (1957)

### Премии
- Государственная премия СССР (1980)[1][2][3]